# Nyctemera simulatrix
Nyctemera simulatrix là một loài bướm đêm thuộc phân họ Arctiinae, họ Erebidae.